# Miroslav Musil (zápasník)
Miroslav Musil (* 5. dubna 1950) je bývalý československý reprezentant v zápasu, volnostylař. V roce 1972 na olympijských hrách v Mnichově vypadl v kategorii do 74 kg ve čtvrtém kole, ve stejném roce vybojoval páté místo na mistrovství Evropy. Dvakrát, v roce 1973 a 1974, se stal mistrem Československa.